# Psilocine
La psilocine est une molécule hallucinogène extraite de divers champignons (psilocybe, stropharia, etc.) qui poussent naturellement dans les pays tropicaux et dans certains pays tempérés.
Elle est formée dans le corps de la psilocybine par ségrégation du groupe de phosphate (déphosphorylation), grâce aux enzymes phosphatases alcalines, et représente la substance psychoactive réelle (environ 1,4 fois plus efficace que la psilocybine).
Il s'agit d'une substance proche de la bufoténine appartenant au groupe des tryptamines hallucinogènes.
Son nom chimique est 4-hydroxy-N,N-diméthyltryptamine, parfois abrégé en 4-HO-DMT.

## Historique
La psilocine a été isolée par Albert Hofmann en 1959.

## Pharmacologie
La psilocine interagit principalement avec les sous-types de récepteurs sérotoninergiques 5-HT1A, 5-HT2A et 5-HT2C : c’est un agoniste mixte de ces récepteurs.

## Législation
La psilocine est une substance réglementée, citée au tableau I de la Convention sur les substances psychotropes de 1971.